# Phaethornis idaliae
Phaethornis idaliae е вид птица от семейство Колиброви (Trochilidae).

## Разпространение
Видът е разпространен в Бразилия.